# Huiron
Huiron est une commune française, située dans le département de la Marne en région Grand Est.

## Géographie

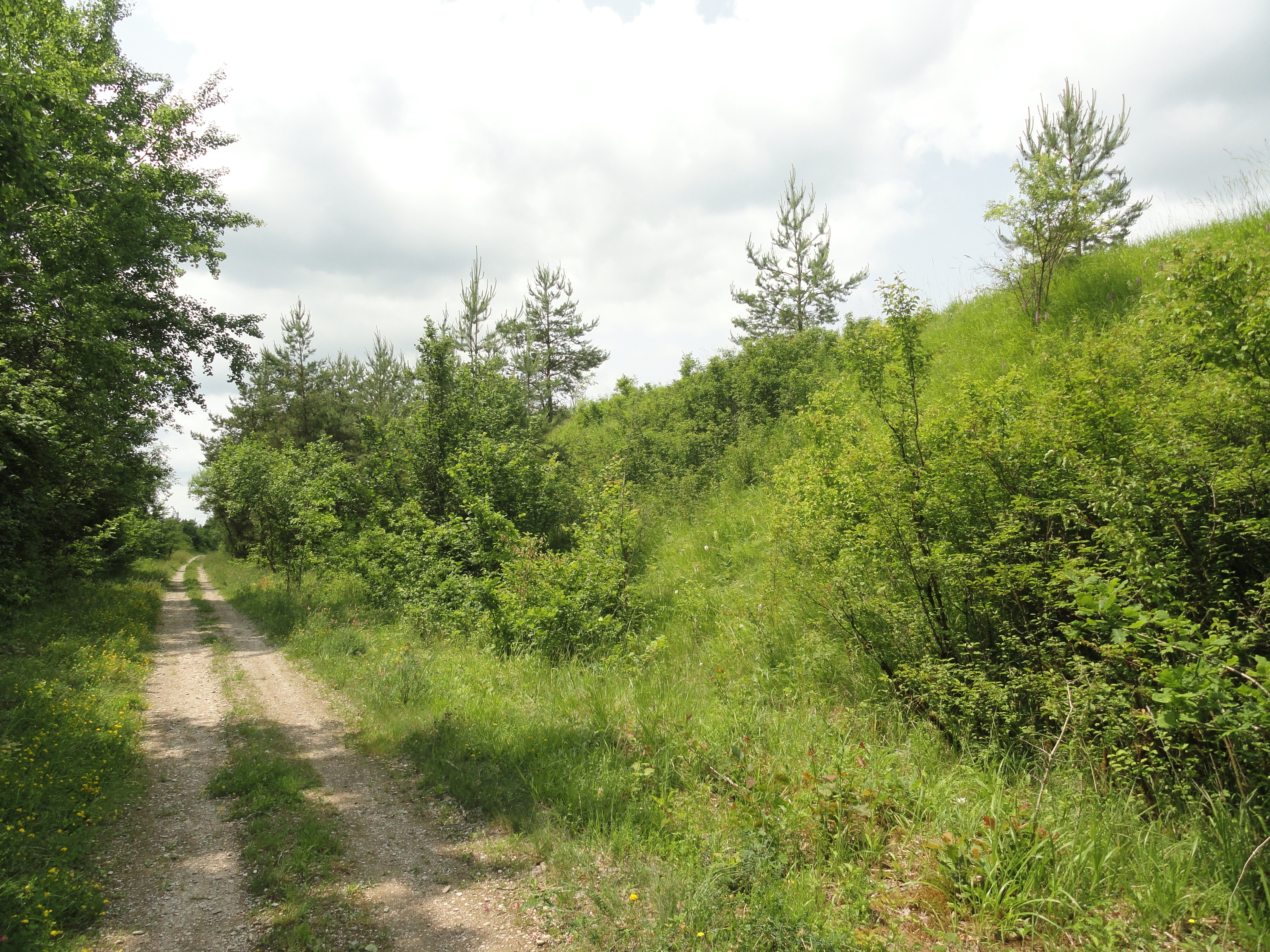
Un chemin au sein de la ZNIEFF.

Huiron est un village du sud-est de la Marne, à quelques kilomètres au sud-ouest de Vitry-le-François. C'est globalement un village-rue, s'étendant le long de la route départementale 14 qui traverse la commune d'ouest en est. En dehors du village, on trouve plusieurs fermes, dans les plaines situées à l'ouest : la Ferme de la Croix, la Ferme de la Borde ou encore le Cul-de-Sac.
Le village se trouve entre Glannes et Courdemanges. Le ruisseau des Granges marque la frontière avec cette dernière. La Charonne passe à l'est de la commune, dans une partie du territoire partagée entre prés et bois. L'altitude minimale de la commune de 98 mètres est atteinte ici, en bordure de Marne. Dans les collines de la Champagne crayeuse (ouest), elle peut dépasser les 200 mètres.
À l'ouest du village, depuis l'ancienne gare et en direction de Sompuis, a été créée une zone naturelle d'intérêt écologique, faunistique et floristique (ZNIEFF) des pelouses des talus de l'ancienne voie ferrée de Huiron à Sompuis.
|             | Glannes      |             |
| Sompuis     | Huiron       | Frignicourt |
| Humbauville | Courdemanges |             |

### Hydrographie
La commune est dans la région hydrographique « la Seine de sa source au confluent de l'Oise (exclu) » au sein du bassin Seine-Normandie. Elle est drainée par la Marne, la Charonne, la Guenelle, le ruisseau des Granges, divers bras de la Marne et divers bras des Granges,.
La Marne  prend sa source sur le plateau de Langres, dans la commune de Saints-Geosmes (Haute-Marne) et se jette dans la Seine entre Charenton-le-Pont et Alfortville (Val-de-Marne) dans le quartier de Conflans-l'Archevêque. 
La Charonne, d'une longueur de 11 km, prend sa source dans la commune de Saint-Chéron et se jette  dans la Guenelle à Glannes, après avoir traversé six communes. 

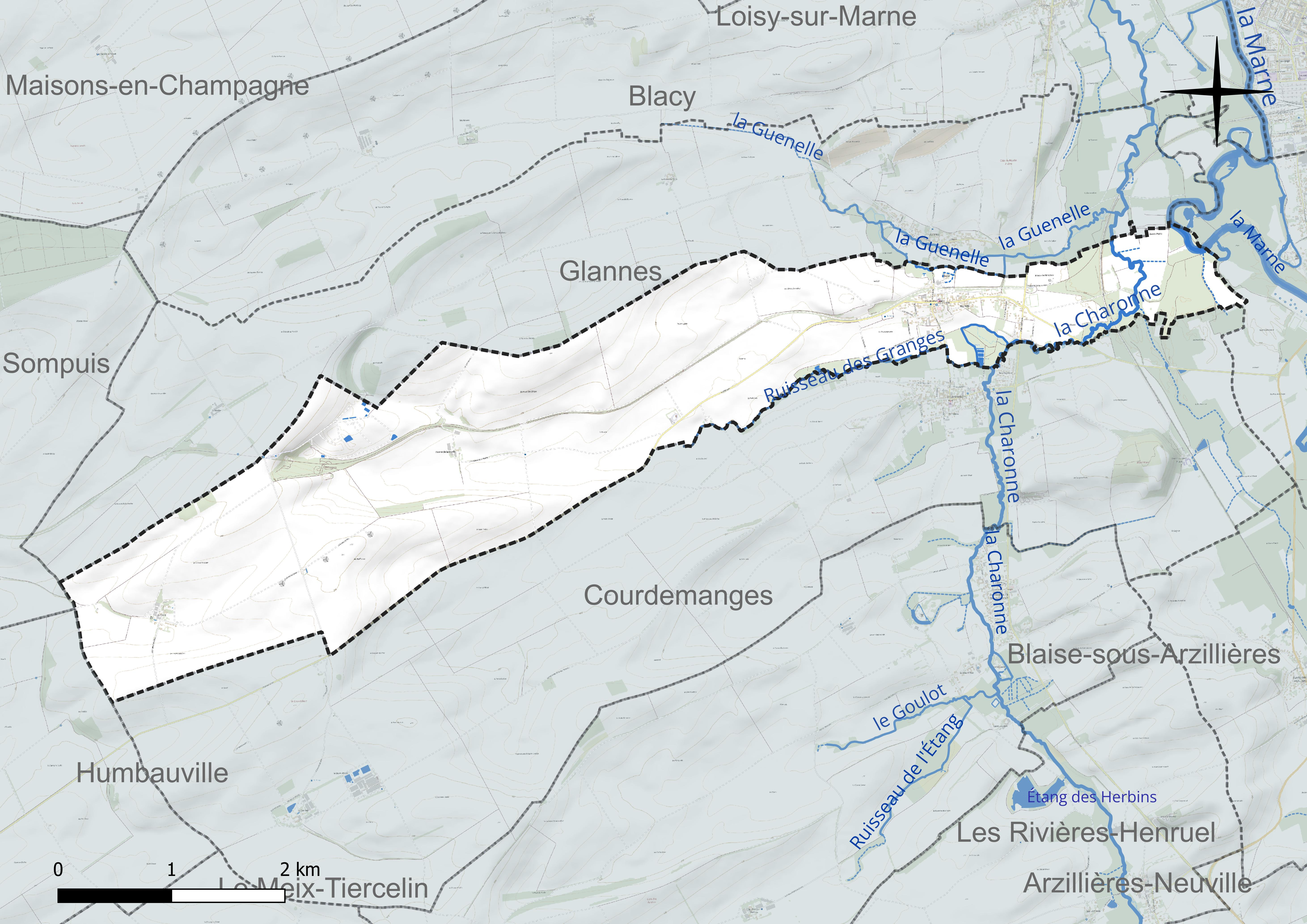
Réseau hydrographique de Huiron.

### Climat
Pour des articles plus généraux, voir Climat du Grand Est et Climat de la Marne.
En 2010, le climat de la commune est de type climat océanique dégradé des plaines du Centre et du Nord, selon une étude du Centre national de la recherche scientifique s'appuyant sur une série de données couvrant la période 1971-2000. En 2020, Météo-France publie une typologie des climats de la France métropolitaine dans laquelle la commune est exposée à un climat océanique altéré et est dans la région climatique  Nord-est du bassin Parisien, caractérisée par un ensoleillement médiocre, une pluviométrie moyenne régulièrement répartie au cours de l’année et un hiver froid (3 °C). 
Pour la période 1971-2000, la température annuelle moyenne est de 10,7 °C, avec une amplitude thermique annuelle de 15,7 °C. Le cumul annuel moyen de précipitations est de 711 mm, avec 11,7 jours de précipitations en janvier et 8,2 jours en juillet. Pour la période 1991-2020, la température moyenne annuelle observée sur la station météorologique de Météo-France la plus proche, « Frignicourt », sur la commune de Frignicourt à 4 km à vol d'oiseau, est de 11,5 °C et le cumul annuel moyen de précipitations est de 694,6 mm. 
La température maximale relevée sur cette station est de 41,7 °C, atteinte le 25 juillet 2019 ; la température minimale est de −22 °C, atteinte le 9 janvier 1985,,. 
Les paramètres climatiques de la commune ont été estimés pour le milieu du siècle (2041-2070) selon différents scénarios d'émission de gaz à effet de serre à partir des nouvelles projections climatiques de référence DRIAS-2020. Ils sont consultables sur un site dédié publié par Météo-France en novembre 2022.

## Urbanisme

### Typologie
Au 1er janvier 2024, Huiron est catégorisée bourg rural, selon la nouvelle grille communale de densité à sept niveaux définie par l'Insee en 2022.
Elle est située hors unité urbaine. Par ailleurs la commune fait partie de l'aire d'attraction de Vitry-le-François, dont elle est une commune de la couronne,. Cette aire, qui regroupe 73 communes, est catégorisée dans les aires de moins de 50 000 habitants,.

### Occupation des sols
L'occupation des sols de la commune, telle qu'elle ressort de la base de données européenne d’occupation biophysique des sols Corine Land Cover (CLC), est marquée par l'importance des territoires agricoles (90,4 % en 2018), une proportion sensiblement équivalente à celle de 1990 (90,7 %). La répartition détaillée en 2018 est la suivante : 
terres arables (88 %), forêts (7 %), zones urbanisées (2,6 %), prairies (2,4 %). L'évolution de l’occupation des sols de la commune et de ses infrastructures peut être observée sur les différentes représentations cartographiques du territoire : la carte de Cassini (XVIIIe siècle), la carte d'état-major (1820-1866) et les cartes ou photos aériennes de l'IGN pour la période actuelle (1950 à aujourd'hui).

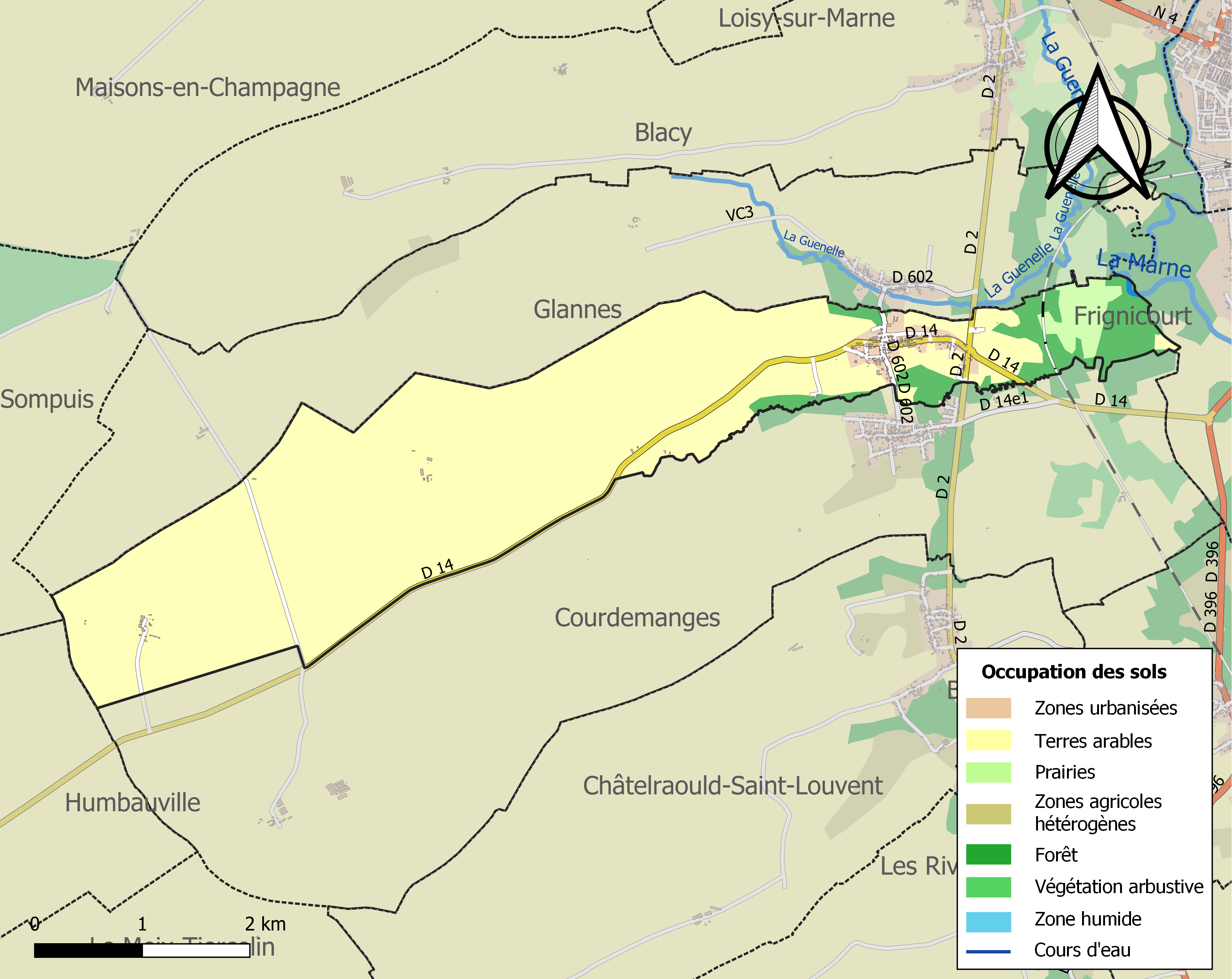
Carte des infrastructures et de l'occupation des sols de la commune en 2018 (CLC).

## Toponymie
Le nom de la localité est attesté sous les formes Oirum, Orrum (1107) ; Oyron, villa Oyrensis (1135) ; Orion (1136) ; Oiron (1157) ; Wiron (1154-1161) ; Ecclesia Beati Martini de Oirun (1177) ; Oirunt (1183) ; Monasterium Sancti Martini Oyrensis (1181-1185) ; Galterus, Oriensis dictus abbas (1186) ; Conventus Sancti Martini de Monte Oriensis (1198-1216) ; Orio (1254) ; Uyron (1270) ; Uiron (vers 1300) ; Orions (1405) ; Huyron (1408) ; « Item et en icelle ville d'Uyron, située au sommet de ladïte montainne comme dit est, est assise ladi… » (1464) ; Vuyron (1586).

## Politique et administration

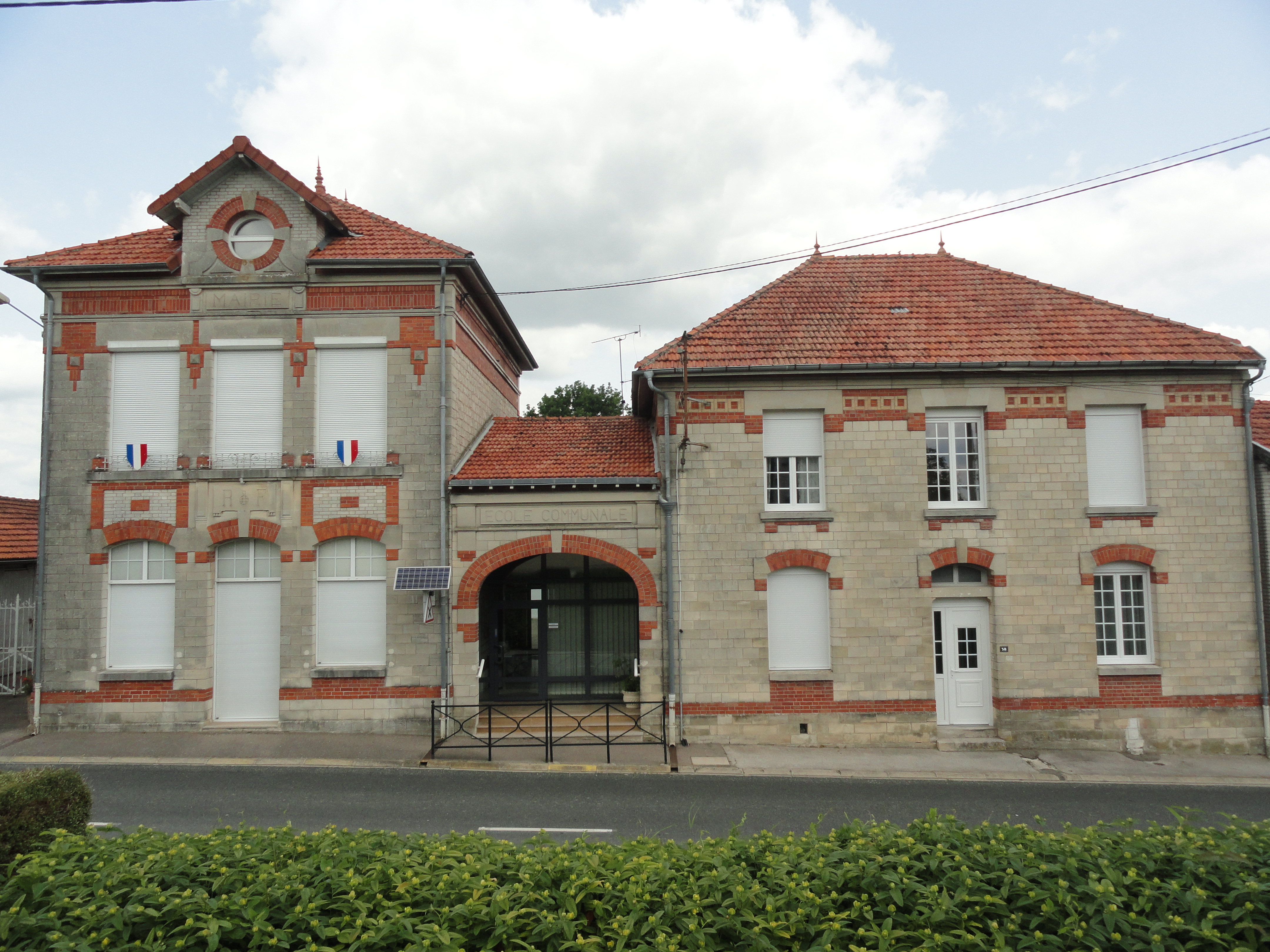
La mairie.

| Période                                  | Période  | Identité         | Étiquette | Qualité                         |
| ---------------------------------------- | -------- | ---------------- | --------- | ------------------------------- |
| Les données manquantes sont à compléter. |          |                  |           |                                 |
| 1995                                     | mai 2020 | Jacky Desbrosse  | DVD       | Réélu pour le mandat 2014-2020, |
| mai 2020                                 | En cours | Muriel Armanetti |           |                                 |

## Démographie
Les habitants de la commune sont les Huironnais et les Huironnaises.
L'évolution du nombre d'habitants est connue à travers les recensements de la population effectués dans la commune depuis 1793. Pour les communes de moins de 10 000 habitants, une enquête de recensement portant sur toute la population est réalisée tous les cinq ans, les populations de référence des années intermédiaires étant quant à elles estimées par interpolation ou extrapolation. Pour la commune, le premier recensement exhaustif entrant dans le cadre du nouveau dispositif a été réalisé en 2007.

En 2022, la commune comptait 302 habitants, en stagnation par rapport à 2016 (Marne : −1,19 %, France hors Mayotte : +2,11 %).
| 1793 | 1800 | 1806 | 1821 | 1831 | 1836 | 1841 | 1846 | 1851 |
| ---- | ---- | ---- | ---- | ---- | ---- | ---- | ---- | ---- |
| 664  | 342  | 340  | 359  | 365  | 323  | 298  | 308  | 316  |

| 1856 | 1861 | 1866 | 1872 | 1876 | 1881 | 1886 | 1891 | 1896 |
| ---- | ---- | ---- | ---- | ---- | ---- | ---- | ---- | ---- |
| 332  | 345  | 315  | 276  | 274  | 531  | 295  | 281  | 265  |

| 1901 | 1906 | 1911 | 1921 | 1926 | 1931 | 1936 | 1946 | 1954 |
| ---- | ---- | ---- | ---- | ---- | ---- | ---- | ---- | ---- |
| 279  | 265  | 243  | 189  | 223  | 221  | 192  | 257  | 238  |

| 1962 | 1968 | 1975 | 1982 | 1990 | 1999 | 2006 | 2007 | 2012 |
| ---- | ---- | ---- | ---- | ---- | ---- | ---- | ---- | ---- |
| 294  | 304  | 303  | 286  | 298  | 270  | 317  | 324  | 308  |

| 2017 | 2022 | - | - | - | - | - | - | - |
| ---- | ---- | - | - | - | - | - | - | - |
| 302  | 302  | - | - | - | - | - | - | - |

## Culture et patrimoine

### Lieux et monuments
- L'église Saint-Martin de Huiron est classée monument historique depuis 1915[26]. Elle faisait autrefois partie d'une église abbatiale plus grande. Ses nefs remontent aux XVe et XVIe siècles tandis que ses vitraux dits « de la reconstruction » datent d'après la Première Guerre mondiale[27]. Dans l'église, la chaire du XVIIIe siècle et la sculpture « la Charité de saint Martin » en pierre du XVIe siècle sont classés monument historique au titre objet[28],[29].
- Le monument aux morts de la Première Guerre mondiale date de 1929. En calcaire, il est l'œuvre des entrepreneurs Veilliard et Bénad[30].

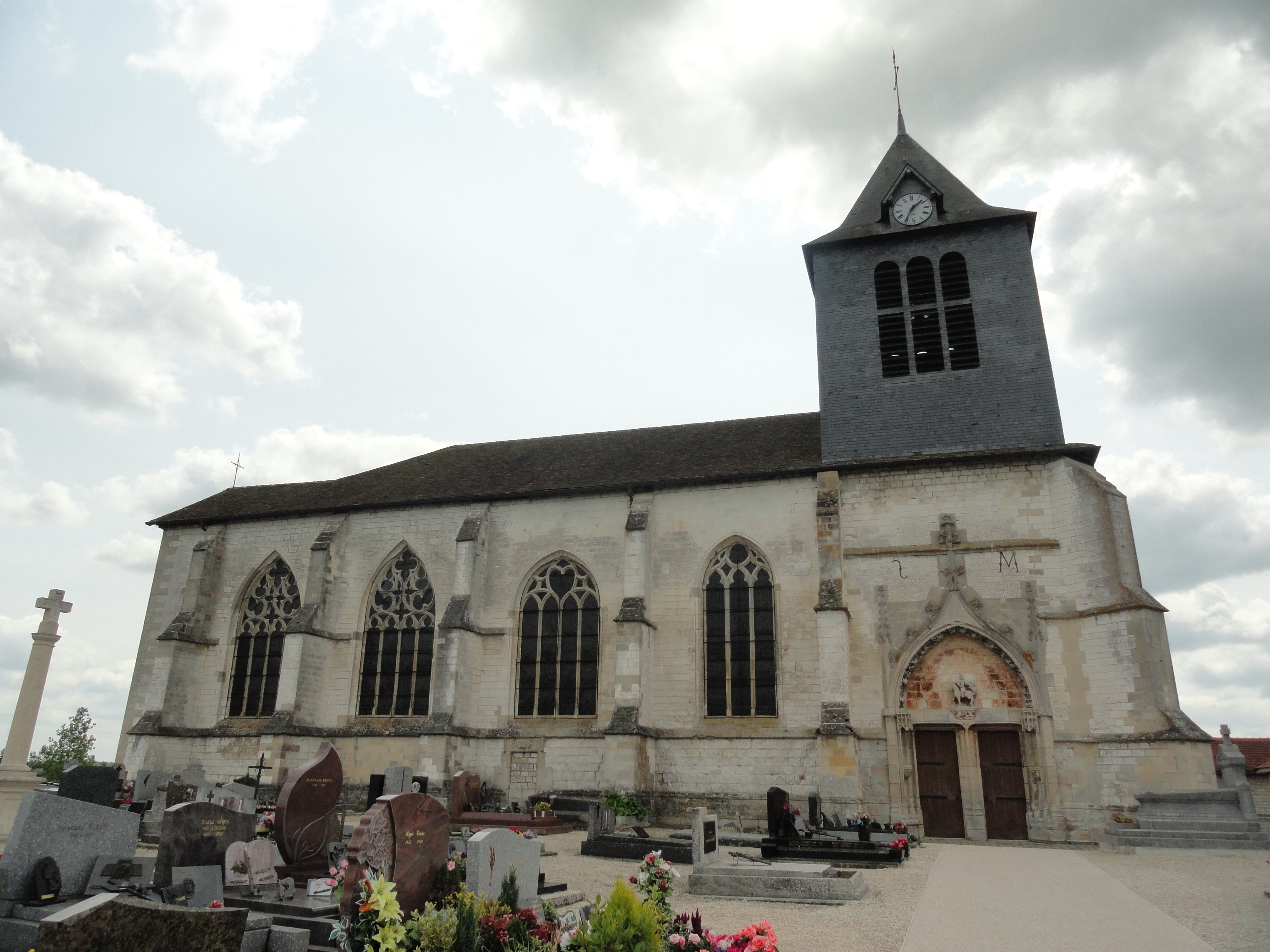
L'église Saint-Martin
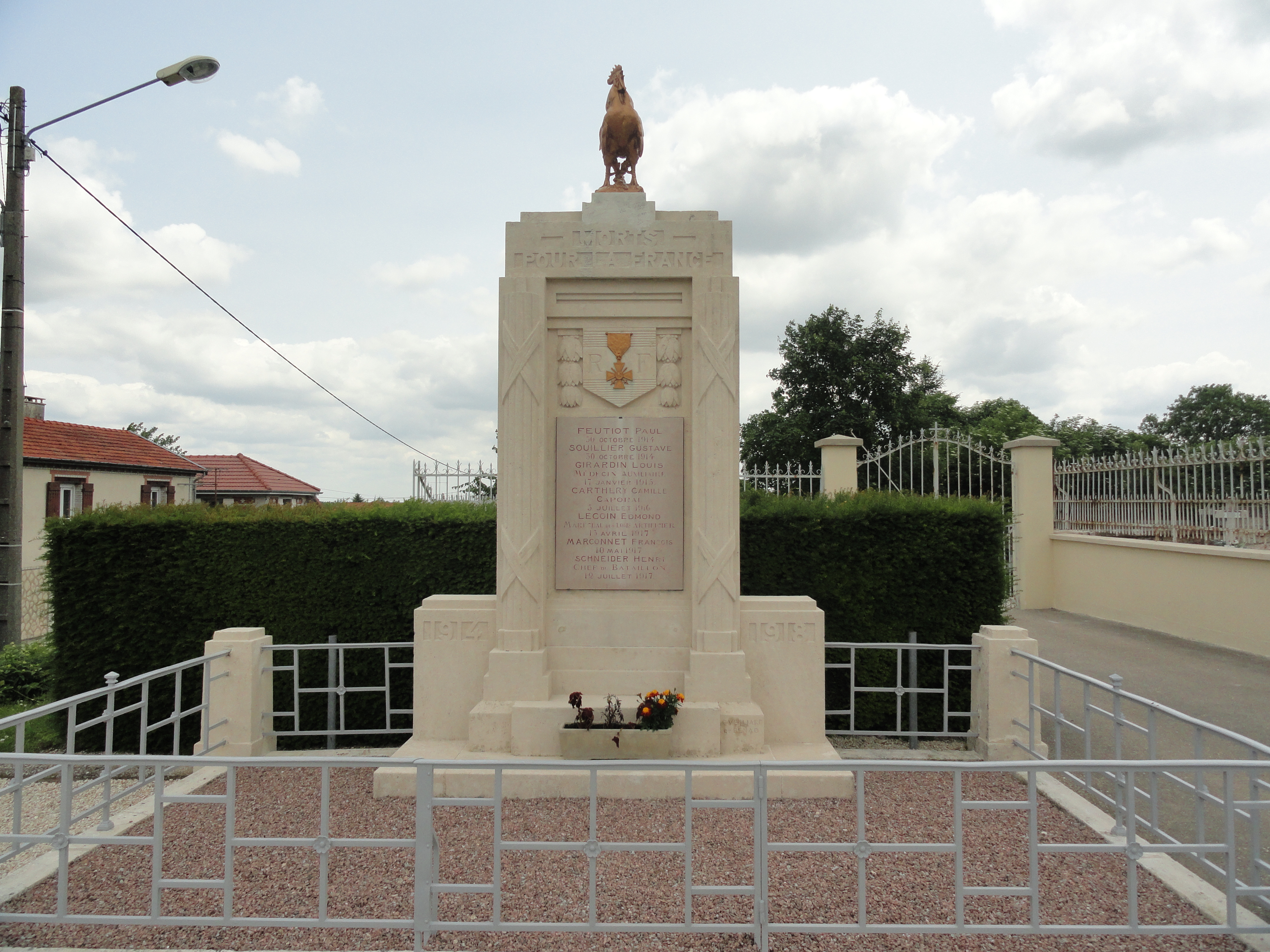
Le monument aux morts 1914-1918

### Héraldique
| Blason de Huiron | Blason  | D'azur à la montagne de six coupeaux d'or posée sur une terrasse voûtée de sinople et accompagnée à dextre d'un soleil d'or et à senestre d'une fleur de lis du même; au chef cousu de gueules chargé d'une crosse d'or et d'un bourdon du même, passés en sautoir. |
| Blason de Huiron | Détails | * Il y a là non-respect de la règle de contrariété des couleurs : ces armes sont fautives (sinople et gueules sur azur). Le statut officiel du blason reste à déterminer.                                                                                           |